# Récits du château d'Osaka
Pour plus de détails, voir Fiche technique et Distribution.
Récits du château d'Osaka (大坂城物語, Ōsaka-jō monogatari) est un film japonais de 1961 réalisé par Hiroshi Inagaki, avec des effets spéciaux d'Eiji Tsuburaya. Le film est basé sur des événements historiques du début 17e siècle au Japon.

## Synopsis
L'histoire se déroule environ une décennie après la bataille de Sekigahara. Mohei, le personnage joué par Toshirō Mifune, est un samouraï errant aux idées bien arrêtées. Il arrive dans la ville d'Osaka pour chercher un nouveau départ dans sa vie. En toile de fond, se déroule la conspiration orchestrée par le clan Toyotomi pour freiner les ambitions de Tokugawa Ieyasu de dominer personnellement tout le Japon.

## Fiche technique
- Titre : Récits du château d'Osaka[2]
- Titre original : 大坂城物語 (Ōsaka-jō monogatari?)
- Titres anglais : The Story of Osaka Castle et Daredevil in the Castle[note 1]
- Réalisation : Hiroshi Inagaki
- Scénario : Hiroshi Inagaki et Takeshi Kimura, d'après un roman de Genzō Murakami
- Photographie : Kazuo Yamada (ja)
- Effets spéciaux : Eiji Tsuburaya
- Musique : Akira Ifukube
- Décors : Hiroshi Ueda
- Montage : Kōichi Iwashita (ja)
- Producteur : Tomoyuki Tanaka
- Société de production : Tōhō
- Pays de production :  Japon
- Langue originale : japonais
- Format : couleur — 2,35:1 — 35 mm — son mono
- Genres : film d'action ; chanbara
- Durée : 95 minutes[5] (métrage : sept bobines - 2 603 m[5])
- Dates de sortie :
  - Japon : 3 janvier 1961[5]

## Distribution
- Toshirō Mifune : Mohei
- Kyōko Kagawa : Ai
- Yuriko Hoshi : Senhime
- Yoshiko Kuga : Kobue
- Isuzu Yamada : Yodo-dono
- Yōsuke Natsuki : Chomonshu Kimura
- Jun Tazaki : Teikabo Tsutumi
- Akihiko Hirata : Hayatonosho (Hayato) Susukida
- Takashi Shimura : Katagiri Katsumoto
- Tetsurō Tanba : Sadamasa Ishikawa
- Seizaburō Kawazu (ja) : Ōno Harunaga
- Susumu Fujita : Katsuyasu Sakakibara
- Hanshirō Iwai (ja) : Toyotomi Hideyori
- Yoshio Kosugi : Gidayu Fujimoto
- Hideyo Amamoto : un interprète
- Katsumi Tezuka : Shuma Ono
- Haruo Nakajima